# Saint-Julien-de-la-Liègue
Saint-Julien-de-la-Liègue é uma comuna francesa na região administrativa da Normandia, no departamento de Eure. Estende-se por uma área de 4,63 km². Em 2010 a comuna tinha 419 habitantes (densidade: 90,5 hab./km²).